# Atletica leggera ai Giochi della XXVII Olimpiade - 200 metri piani femminili

Video della Finale

I 200 metri piani hanno fatto parte del programma di atletica leggera femminile ai Giochi della XXVII Olimpiade. La competizione si è svolta nei giorni 27-28 settembre 2000 allo Stadio Olimpico di Sydney.

## Presenze ed assenze delle campionesse in carica
| Competizione         | Atleta              | Prestazione | Sydney 2000        |
| -------------------- | ------------------- | ----------- | ------------------ |
| Olimpiadi 1996       | Marie-José Pérec    | 22”12       | Solo 400 m         |
| Commonwealth 1998    | Nova Peris-Kneebone | 22”77       | Non selez.         |
| Europei 1998         | Irina Privalova     | 22”62       | 400 hs e staffetta |
| Asiatici 1998        | Damayanthi Dharsha  | 22”48       | Solo 400 m         |
| Panamericani 1999    | Debbie Ferguson     | 22”83       | Presente           |
| Africani 1999        | Fatima Yusuf        | 22”45       | Presente           |
| Mondiali 1999        | Inger Miller        | 21”77       | Infortunata        |
|                      |                     |             |                    |
| Mondiali junior 1996 | Sylviane Félix      | 23”16       | Non selez.         |

## La gara
La prima semifinale è vinta da Marion Jones (22"40);  Pauline Davis vince la seconda semifinale (22"38) su Susanthika Jayasinghe (22"45).

Marion Jones vince nettamente la finale, ma nel 2007 verrà squalificata per doping ed il titolo le sarà revocato. Nel dicembre 2009 il CIO decide di riassegnare le medaglie attribuendo l'oro alla seconda classificata, Pauline Davis-Thompson.

## Risultati

### Turni eliminatori
| 7 Batterie         | 27 settembre | 54 partenti   | Si qualificano le prime 4 + i 4 migliori tempi. |
| 4 Quarti di finale | 27 settembre | 8 + 8 + 8 + 8 | Si qualificano le prime 4.                      |
| 2 Semifinali       | 28 settembre | 8 + 8         | Si qualificano le prime 4.                      |
| Finale             | 28 settembre | 8 concorrenti |                                                 |

### Finale
Stadio Olimpico, giovedì 28 settembre, ore 19:55.
Dopo la squalifica dell'atleta prima classificata, Marion Jones, il titolo è stato assegnato alla seconda classificata.
| Pos    | Paese       | Atleta                 | Tempo |
| ------ | ----------- | ---------------------- | ----- |
|        | Bahamas     | Pauline Davis-Thompson | 22"27 |
|        | Sri Lanka   | Susanthika Jayasinghe  | 22"28 |
|        | Giamaica    | Beverly McDonald       | 22"35 |
| 4      | Bahamas     | Debbie Ferguson        | 22"37 |
| 5      | Australia   | Melinda Gainsford      | 22"42 |
| 6      | Australia   | Cathy Freeman          | 22"53 |
| 7      | Ucraina     | Žanna Pintusevyč-Blok  | 22"66 |
| Squal. | Stati Uniti | Marion Jones           | 21"84 |